# Region Niagara
Region Niagara (ang. Regional Municipality of Niagara) – jednostka administracyjna kanadyjskiej prowincji Ontario leżąca w południowym Ontario.
Region został utworzony 1 stycznia 1970 aktem parlamentu Ontario z 26 czerwca 1969 poprzez połączenie hrabstw Lincoln i Welland.
Na wschodzie Region Niagara graniczy, wzdłuż rzeki Niagara, ze Stanami Zjednoczonymi. Region zajmuje większość półwyspu Niagara, który graniczy z jeziorem Ontario od północy i jeziorem Erie od południa.
Według cenzusu przeprowadzonego w 2021 w regionie Niagara mieszka 477 941 ludzi. Powierzchnia Regionu to około 1850 km².
Ze względu na swój stosunkowo łagodny klimat, a także sławę wodospadu Niagara, region jest popularnym celem turystycznym. Przy brzegu jeziora Ontario znajduje się wiele plantacji winorośli, jako że Niagara jest jednym z niewielu rejonów w Kanadzie gdzie możliwa jest uprawa tych roślin.
Region tworzą następujące ośrodki komunalne:
- Miasta (city):
  - Niagara Falls
  - Port Colborne
  - St. Catharines
  - Thorold (centrum administracyjne)
  - Welland
- Miejscowości (town):
  - Fort Erie
  - Grimsby
  - Lincoln
  - Niagara-on-the-Lake
  - Pelham
- Gminy (township):
  - Wainfleet
  - West Lincoln